# Frans Myleman
Frans Myleman (Brugge, 15 maart 1610 - Groningen, 17 januari 1667) was een Zuid-Nederlands jezuïet en missionaris.

## Levensloop
Na te zijn toegetreden tot de jezuïetenorde, werd Myleman missionaris in Noord-Nederland. Hij behoorde tot de rooms-katholieke 'Missio Hollandica', die vooral de strijd aanbond met de wederdopers. Zijn predicaties leverden de stof voor zijn publicaties.

## Publicaties
- Bewys dat Christus waerlijk uit  de Maagd Maria geboren is, 1661.
- Den getrouwen Leydsman, 1664.
- Vlaemschen echo of geestelycke liederen, 1664.